# Aały Tokombajew
Aały Tokombajew, pseud. „Bałka” (kirg. Аалы Токомбаев, Балка. ur. 7 listopada 1904 w dzisiejszym rejonie Kemin, zm. 19 czerwca 1988 we Frunze) – kirgiski pisarz, członek Akademii Nauk Kirgiskiej SRR.

## Życiorys
Urodził się w biednej rodzinie chłopskiej. Po wybuchu powstania w Azji Środkowej, w latach 1916–1918 przebywał z rodziną w Chinach (w 1917 zmarli tam z głodu i na tyfus wszyscy członkowie jego rodziny poza nim samym), 1922–1923 uczył się w szkole w Taszkencie, w 1927 ukończył Środkowoazjatycki Uniwersytet Komunistyczny im. Lenina (obecnie Narodowy Uniwersytet Uzbekistanu) i objął kierownictwo oddziału edukacji narodowej w jednym z kantonów Kirgizji. Od 1923 należał do Komsomołu, a od 1927 do WKP(b), był sekretarzem odpowiedzialnym gazety „Kyzył Kyrgyzstan” („Czerwony Kirgistan”) w mieście Frunze (obecnie Biszkek), w latach 1930–1931 pracował jako redaktor sektora kirgiskiego Centralnego Wydawnictwa w Moskwie, później redaktor naczelny Państwowego Wydawnictwa Kirgiskiej ASRR i pierwszy redaktor naczelny pisma literackiego „Czabuuł”. Należał do kręgu postępowych pisarzy, związanych z pierwszą gazetą w języku kirgiskim, założoną w 1924, Erkin too. Tworzył poezje liryczne, bajki, poematy (m.in. zbiór Ajał ajnegi – Zwierciadło niewieście” z 1929 – o sytuacji kobiet kirgiskich), zbiór wierszy „O Leninie” (1927), także pierwsze w literaturze kirgiskiej realistyczne opowiadania i powieści. W 1934 został przewodniczącym zarządu nowo powstałego Związku Pisarzy Kirgiskiej ASRR, był też redaktorem naczelnym pisma „Sowettik Kyrgyzstan” („Radziecki Kirgistan”) i dyrektorem Instytutu Języka, Literatury i Sztuki Kirgiskiej Filii Akademii Nauk ZSRR, w 1937 podczas wielkiego terroru został zwolniony z pracy i 16 października 1937 aresztowany przez NKWD jako oskarżony o „burżuazyjny nacjonalizm”, przynależność do rzekomej „Socjalistycznej Partii Turańskiej”, kontrrewolucyjną działalność wywrotową i szpiegostwo na rzecz Japonii. Poddany śledztwu, nie przyznał się i nikogo nie obciążył, w końcu 4 czerwca 1939 został wypuszczony i w 1940 ponownie objął szefostwo zarządu Związku Pisarzy Kirgiskiej SRR (do 1944); po raz trzeci zajmował to stanowisko w latach 1946–1949. Dwukrotnie był deputowanym do Rady Najwyższej Kirgiskiej SRR (wcześniej był członkiem Centralnego Komitetu Wykonawczego (CIK) Kirgiskiej ASRR), działał też w Towarzystwie Przyjaźni Chińsko-Kirgiskiej.

## Odznaczenia
- Medal Sierp i Młot Bohatera Pracy Socjalistycznej (27 września 1974)
- Order Lenina (dwukrotnie – 28 lutego 1946 i 27 września 1974)
- Order Rewolucji Październikowej (6 listopada 1984)
- Order Czerwonego Sztandaru Pracy (trzykrotnie – 14 kwietnia 1955, 1 listopada 1958 i 11 stycznia 1964)
- Order „Znak Honoru” (31 stycznia 1951)
- Medal „Za ofiarną pracę w Wielkiej Wojnie Ojczyźnianej 1941–1945”

I medale.